# 弗雷德里克·威廉·弗朗茨
弗雷德里克·威廉·弗朗茨（英語：Frederick William Franz，1893年12月12日—1992年12月22日），曾任耶和华见证人的治理机构守望台圣经书社社长。他也是守望台圣经书社公司1945年－1977年的副总经理，在1978年成为社长之前也是中央长老团成员。

## 生平
弗朗茨出生在肯塔基州卡温顿。1911年高中毕业随后进入辛辛那提大学，在大学期间主修圣经希腊语和拉丁语,在此时他就已经决定成为一名长老会传教士。但當他認識耶和華見證人後於1913年11月30日他受浸成为一名圣经研究者，并于1914年5月离开大学。弗朗茨立即作为“先驱”开始了全时传道工作。(参看: 耶和华见证人的习惯#传道)
1926年，他加入圣经研究者的寫作团队，为守望台撰写文章.有些人认为（尽管没有得到官方的承认）弗朗茨參予见证人自行出版的圣经圣经新世界译本做了相当的准备工作，这本圣经所有的耶和华见证人，守望台出版物一样，作者是匿名的。他不仅仅是组织里最年老的成员，也是任何宗教里担任领导职务最长的人。在他晚年，身体十分虚弱。
1992年他在纽约布鲁克林去世，享年99岁。继任者是米尔顿·乔治·韩素尔。1992年12月24日刊的《纽约时报》把他描述为一名：“基督教宗教领袖和圣经学者”。文章指出他“精通希伯来文，亚拉姆语和希腊语”。
| 前任： 内森·霍默·诺尔 | 宾夕法尼亚守望台圣经书社社長 1977年6月22日 – 1992年12月22日 | 繼任： 米尔顿·乔治·韩素尔 |